# Seija Ballhaus
Seija Ballhaus (* 27. Juli 2000 in Hamburg) ist eine deutsche Judoka.

## Karriere
Seija Ballhaus kämpfte von 2016 bis 2018 in der Gewichtsklasse bis 52 Kilogramm. 2017 war sie Dritte der Kadetten-Europameisterschaften und siegte bei den Kadetten-Weltmeisterschaften.
2019 stieg sie in die Gewichtsklasse bis 57 Kilogramm auf. Im gleichen Jahr wurde sie Dritte der Junioren-Europameisterschaften. Im November 2021 siegte sie bei den U23-Europameisterschaften. Im Januar 2023 gewann Ballhaus ihren ersten deutschen Meistertitel. Bei den gleichen Meisterschaften siegte ihre Zwillingsschwester Mascha Ballhaus in der Gewichtsklasse bis 52 Kilogramm. Bei den Judo-Europameisterschaften 2025 gewann Ballhaus die Goldmedaille in ihrer Gewichtsklasse und die Bronzemedaille im Mannschaftswettkampf.
Seija Ballhaus begann beim TSV Glinde, wechselte später zum TH Eilbeck und ist derzeit Mitglied beim TSV München-Grosshader und trainiert dort am Bundesstützpunkt. In der Bundesliga tritt sie für den JSV Speyer an.